# 附地菜
附地菜（学名：Trigonotis peduncularis）为紫草科附地菜属的植物，别名“地胡椒”。

## 形态
一年生草本，高5～30厘米；茎通常自基部分枝，纤细。匙形、椭圆形或披针形的小叶互生，基部狭窄，两面均具平伏粗毛。花通常生于总状花序的一侧，花冠蓝色，花序顶端呈旋卷状。4枚四面体形小坚果。花期5～6月。

## 分布
分布在亚洲温带、欧洲东部以及中国大陆的西藏、内蒙古、新疆、江西、福建、云南、东北、甘肃、广西等地，生长于海拔230米至4,500米的地区，多生于丘陵草地、平原、田间、林缘或荒地，目前尚未由人工引种栽培。

## 异名
- Trigonotis amblyosepala Nakai et Kitag.
- Trigonotis peduncularis (Trev.) Benth. ex Baker et S. Moore var. amblyosepala (Nakai et Kitag.) W. T. Wang
- Trigonotis peduncularis (Trev.) Benth. ex Baker et S. Moore var. macrantha W. T. Wang

## 延伸阅读
[在维基数据编辑]
 《植物名實圖考·附地菜》，出自吳其濬《植物名實圖考》

## 外部連結
- 附地菜, Fudicai （页面存档备份，存于） 藥用植物圖像數據庫 (香港浸會大學中醫藥學院) （繁體中文）（英文）